# Pont de Tibère
Le pont de Tibère à Rimini est un édifice à cinq arches en pierre d'Istrie, qui enjambe le Marecchia, l’ancien Ariminus, fleuve qui a donné à la ville son nom.

## Situation
Il marquait le début de la Via Aemilia, qui conduisait d'Ariminum à Placentia (Plaisance) par Bononia (Bologne), Mutina (Modène) et Parma (Parme).

## Histoire
S'il porte le nom de Tibère, qui en a achevé la construction (14-21 EC), ce pont a en fait été commencé sous Auguste. 

## Ornementation
Les clés de voûtes portaient des bas-reliefs faisant allusion aux pouvoirs et mérites de l'empereur :
- corona civica, couronne civique en feuilles de chêne décernée aux soldats qui avaient sauvé la vie d'un citoyen ;
- bouclier rond, allusion au clipeus virtutis, qui représentait les qualités de virtus (celles qui font la valeur de l'homme moralement et physiquement), iustitia (conformité avec le droit), clementia (bonté et douceur) et pietas (respect de ses devoirs envers ses proches, l'État et les dieux) ;
- urceus (cruche) et lituus (bâton recourbé), symboles de la charge de Pontifex Maximus, prêtre suprême de la religion romaine et dignité revêtue par l'empereur.